# Rivière Déception Est
Rivière Déception Est är ett vattendrag i den kanadensiska provinsen Québec.   Det rinner genom regionen Nord-du-Québec, i den östra delen av landet, 1 800 km norr om huvudstaden Ottawa.